# 흑인 대이동
흑인 대이동(黑人 大移動, Great Migration)은 1914년부터 1950년까지 미국 남부의 시골에서 이동한 600만명 이상의 흑인의 이주를 가리키는 미국 역사 용어이다. 아프리카에서 노예로 끌려온 흑인 또는 그 후손들은 남부의 인종 차별 문제에서 도피하여, 북부에서 더 나은 일과 결과적으로 더 나은 삶을 추구하기 위해 이동했다. 어떤 역사학자들은 대부분 북부나 중서부 공업지대로 이주한 160만명으로 추정되는 제1차 대이동(1910년부터 1930년까지)과 대공항 이후의 500만명 이상이 캘리포니아와 기타 서부 도시로 이주한 소강기의 제2차 대이동(1940년부터 1970년까지)으로 구분하기도 한다.

## 개요
1863년 〈노예 해방 선언〉이 서명되었을 때, 흑인 인구의 8% 미만이 북동부 또는 중서부에 살고 있었다. 1900년 경에도 심지어 모든 흑인의 약 90%는 여전히 이전의 노예 제도를 유지하고 있던 노예주에 있었다. 이동에 참여한 대부분의 흑인은 뉴욕(뉴욕주), 피츠버그와 필라델피아(펜실베이니아주), 클리블랜드(오하이오주), 미니애폴리스(미네소타주), 디트로이트(미시간주), 시카고(일리노이주), 밀워키(위스콘신주), 세인트루이스(미주리주), 오클랜드와 로스앤젤레스(캘리포니아주) 등의 큰 산업 도시와 많은 중소 공업 도시로 가장 싼 기차표를 이용하여 이동했다. 이것은 예를 들어, 미시시피 출신이 시카고로, 앨라배마 출신이 디트로이트와 클리블랜드로, 텍사스 출신이 로스앤젤레스로 이동하는 결과를 가져왔다. 흑인은 개인 또는 작은 집단으로 이동했다. 대부분의 경우 정부의 보조가 전혀 없었다.

## 원인

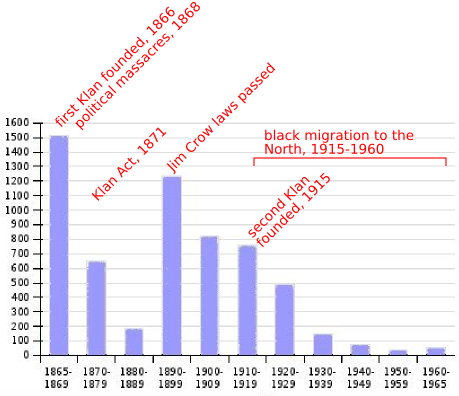
1865년부터 1965년까지 린치와 인종 차별로 촉발된 살인

그들의 이동하게 된 이유는 여러 가지 요인이 있었다.
- 남부의 인종 차별적인 환경에 있었다. 북부에는 흑인 아이들이 함께 다닐 수 있는 더 나은 학교가 있었다.
- 많은 흑인들이 남부의 짐크로우 법에 의한 인종 차별을 피하고자, 인종 차별이 더 적다고 생각되는 북부의 ‘약속의 땅’으로 재난을 피했다.
- 1910년대 후반 목화 바구미가 남부의 목화밭에 들끓어 많은 소농들은 다른 곳에서 일자리를 찾아다닐 수밖에 없었다.
- 군수 산업의 엄청난 성장은 널리 흑인에 새로운 일을 창출했다. 이것은 공장에서의 작업이 아니라 새로운 공장 노동자를 위한 서비스업이었다.
- 제1차 세계 대전은 사실상 공업 중심지가 되었던 북동부와 중서부에 유럽인의 이주 흐름이 끊겼고, 공장 노동자의 부족을 가져왔다.
- 전후 《반이민법》(Nativism)뿐만 아니라 인원 부족을 초래했다.
- 1927년 미시시피 홍수와 그 여파는 수십만 명의 흑인 농부를 쫓아냈다.
- 1940년 이후 미국이 제2차 세계 대전을 위해 재무장할 때, 북동부, 중서부 및 서부 산업 생산은 급속하게 성장했다.
- 전후 호황은 북부 도시의 흑인 노동자에게 기회를 추가로 제공했다.

## 흑인 인구 증가

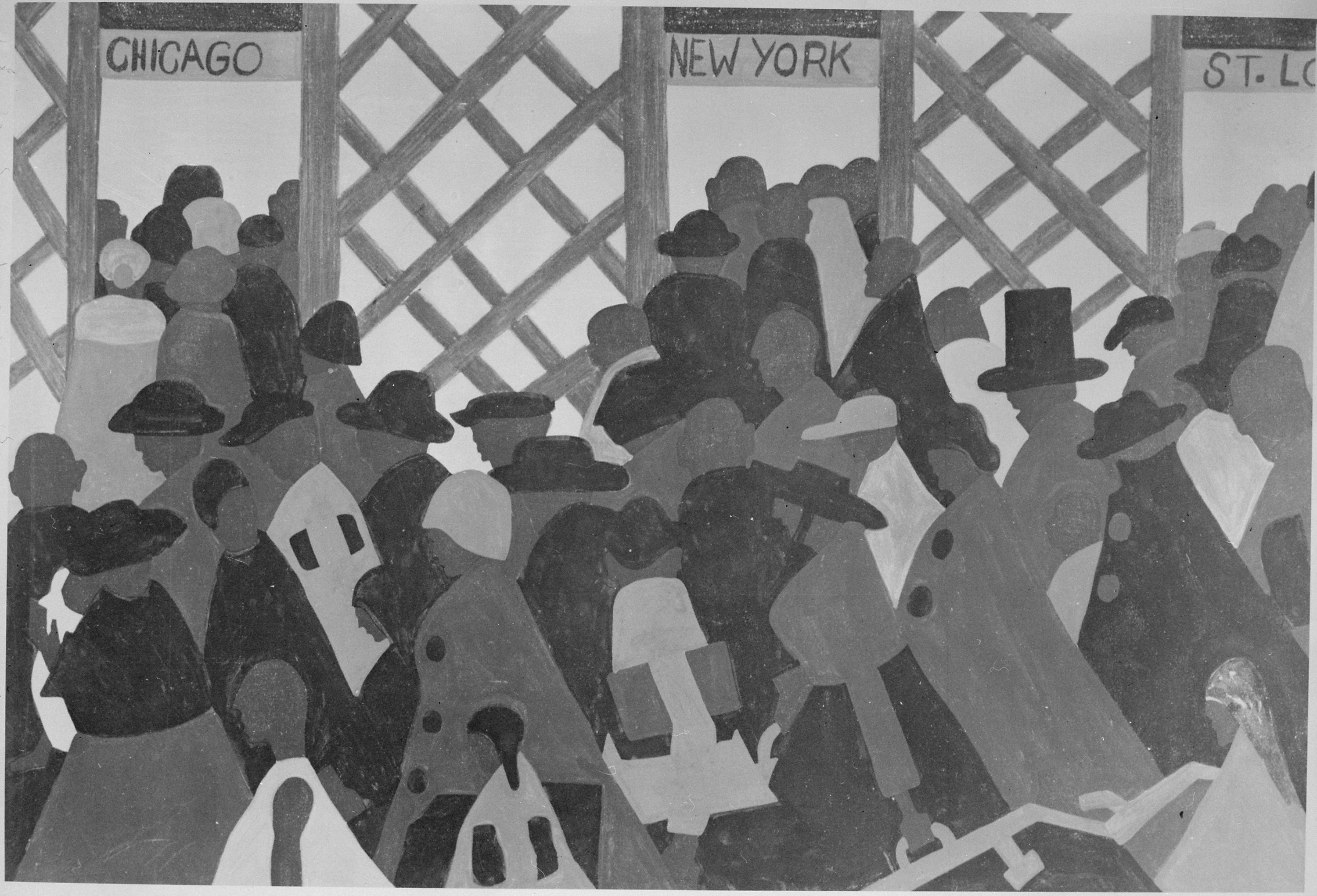
제1차 세계 대전에는 북부로 대이동이 있었다, 제이컵 로런스 작.

북부에서는 1910년과 1930년 사이 흑인 인구가 약 20% 정도 상승했다. 시카고, 디트로이트, 뉴욕, 클리블랜드 등의 도시는 가장 큰 증가폭을 보였다. 예를 들어, 1910년 디트로이트 흑인 인구는 6,000명뿐이었지만, 미국의 대공황이 시작된 1929년에는 12만명으로 늘었다. 다른 대도시에도 흑인 인구의 증가를 가져왔다. 도시에 흑인이 집중되어 살게 되자 일부 백인은 제2차 세계 대전 후 시작된 교외 개발이 끝난 후 미국의 도심지 지역에서 ‘저당 차별’(Mortgage discrimination)과 ‘레드라이닝’(redlining, 특정경계지구 설정)을 사용했다. 그러나 반대로, 교육을 받은 흑인이 지루하지 않은 좋은 직장을 얻을 수 있었다. 많은 흑인이 차례로 중산층의 아래 단계(로우와 미들 클래스)에 오를 수 있었다. 전체적으로 보면 대이동은 흑인 전체를 도왔다고 말할 수 있다.

## 같이 보기
- 미국의 인종차별